# Chaunochiton kappleri
Chaunochiton kappleri là một loài thực vật có hoa trong họ Olacaceae. Loài này được (Sagot ex Engl.) Ducke mô tả khoa học đầu tiên năm 1922.